# 세라 톰프슨
세라 톰프슨(Sarah Thompson, 1979년 10월 25일 ~ )은 미국의 배우이다.

## 출연 작품
- 나이트 헌터(2018) - 줄리